# Лахмаджун
Лахмаджун (тур. Lahmacun лахмаджун, вірм. Լահմաջո лахмаджо, від араб. لحم بعجين Лахму бі-Аджина — «м'ясо з тістом») — популярна східна страва. Відповідно до національних уподобань його називають турецькою, вірменською чи арабською піцою . Основу страви становить тонкий хрусткий хлібний коржик, на який укладаються м'ясний фарш (баранина, рідше яловичина), помідори та/або томатний соус, болгарський перець, цибуля, часник, зелень, чорний перець, орегано . Правильно приготований лахмаджун важить приблизно 150–170 грамів.